# Василик Сергій Петрович
Сергі́й Петро́вич Васи́лик — сержант Збройних сил України, учасник російсько-української війни.
В мирний час проживає у Веселинівському районі.

## Нагороди
За особисту мужність і героїзм, виявлені у захисті державного суверенітету та територіальної цілісності України, вірність військовій присязі під час російсько-української війни нагороджений
- орденом «За мужність» III ступеня (27.11.2014).